# Ría de Pontevedra
Die Ría de Pontevedra ist eine Ria, d. h. eine schmale, lange und tief eingeschnittene Meeresbucht, in der gleichnamigen Provinz Pontevedra im nordostspanischen Galicien. Sie gehört zu den Rías Baixas und liegt zwischen der nördlicheren Ría de Arousa und der südlicheren Ría de Vigo.

## Lage

Umgebung der Ría de Pontevedra

Die etwa 25 km lange und maximal etwa 10 km breite Ría de Pontevedra erstreckt sich bis ins Zentrum der vom Río Lérez zweigeteilten Stadt Pontevedra. Am meerseitigen Eingang zur Bucht liegt der Arquipélago de Ons mit der Illa de Ons und weiteren ebenfalls unbewohnten, kleineren Felsinseln, die Teil des Nationalpark Islas Atlánticas de Galicia sind. Im Ende der Bucht befindet sich die unbewohnte Illa de Tambo (spanisch Isla de Tambo).

## Tourismus
Es gibt Yachthäfen an der Ría in Portonovo, Sanxenxo, Pontevedra, Combarro und Aguete. An der Ria de Pontevedra gibt es viele Strände, die Wassertemperaturen liegen im Sommer bei etwa 14 °C bis 18 °C.

## Gemeinden
- O Grove
- Sanxenxo
- Pontevedra
- Marín
- Bueu